# 盐湖西站
盐湖西站是兰新客运专线的一个高铁火车站，位于中国新疆维吾尔自治区乌鲁木齐市乌鲁木齐县盐湖乡境内，已于2014年12月26日投入运营，隶属乌鲁木齐铁路局管辖。

## 停车次数
每天在盐湖西站停靠的动车。

## 周边景区
- 吐鲁番
- 楼兰古城